# Provinciale weg 235
De provinciale weg N235 is de Jaagweg tussen Purmerend en Het Schouw (gemeente Waterland). De N235 verbindt afrit 4 van de autosnelweg A7, bij Purmerend-Weidevenne met de N247.
Tussen Het Schouw en Watergang heet de weg Kanaaldijk. Bij Ilpendam en het weggedeelte in Purmerend langs het Noordhollandsch Kanaal heet de weg Jaagweg. In Weidevenne heet de weg Laan der Continenten. 
Toen de afrit 4 van de A7 nog niet helemaal in gebruik was genomen, liep de N235 door het centrum van Purmerend naar afrit 5 van de A7 bij Zuidoostbeemster.
Interessant detail is dat er sinds midden jaren 1990 een vrije busbaan ligt langs de weg tussen Het Schouw en Purmerend.

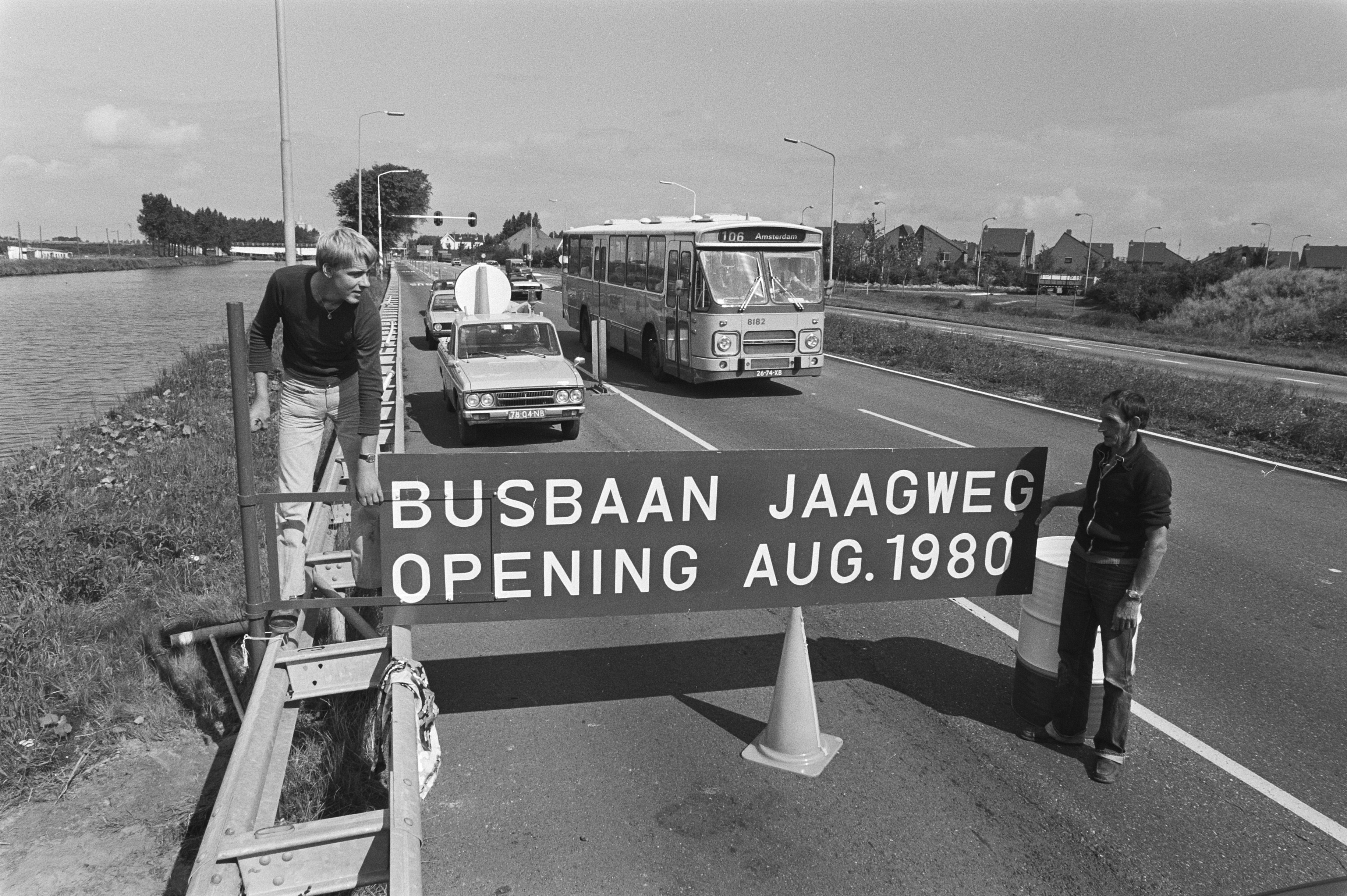
Opening van de busbaan tussen Purmerend en Ilpendam

N23 · N194 · N196 · N197 · N198 · N199 · N200 · N201 · N202 · N203 · N204 · N205 · N206 · N207 · N208 · N209 · N210 · N211 · N212 · N213 · N214 · N215 · N216 · N217 · N218 · N219 · N220 · N221 · N222 · N223 · N224 · N225 · N226 · N227 · N228 · N229 · N230 · N231 · N232 · N233 · N234 · N235 · N236 · N237 · N238 · N239 · N240 · N241 · N242 · N243 · N244 · N245 · N246 · N247 · N248 · N249 · N250 · N307

N401 · N402 · N403 · N404 · N405 · N406 · N407 · N408 · N409 · N410 · N411 · N412 · N413 · N414 · N415 · N416 · N417 · N418 · N419 · N420 · N421 · N439 · N440 · N441 · N442 · N443 · N444 · N445 · N446 · N447 · N448 · N449 · N450 · N451 · N452 · N453 · N454 · N455 · N456 · N457 · N458 · N459 · N460 · N461 · N462 · N463 · N464 · N465 · N466 · N467 · N468 · N469 · N470 · N471 · N472 · N473 · N474 · N475 · N476 · N477 · N478 · N479 · N480 · N481 · N482 · N483 · N484 · N487 · N488 · N489 · N490 · N491 · N492 · N493 · N494 · N495 · N496 · N497 · N498 · N501 · N502 · N503 · N504 · N505 · N505 (Andijk) · N506 · N507 · N508 · N509 · N510 · N511 · N512 · N513 · N514 · N515 · N516 · N517 · N518 · N519 · N520 · N521 · N522 · N523 · N524 · N525 · N526 · N527 · N806 · N830 · N848

Cursief vermelde wegen zijn voormalige Provinciale wegen